# Kistefjellet
Kistefjellet er et bjerg i Lenvik kommune i Troms og Finnmark fylke i Norge. Det har en højde på 1.003 meter over havet, og ligger mellem Gisundet og Rossfjordvatnet. På bjerget står en antennemast ejet af NTV. I sommeren 2008 blev denne forhøjet fra 60 til 78 meter i forbindelse med udbygningen af det digitale sendenet.